# Facultad de Odontología de la Universidad de El Salvador

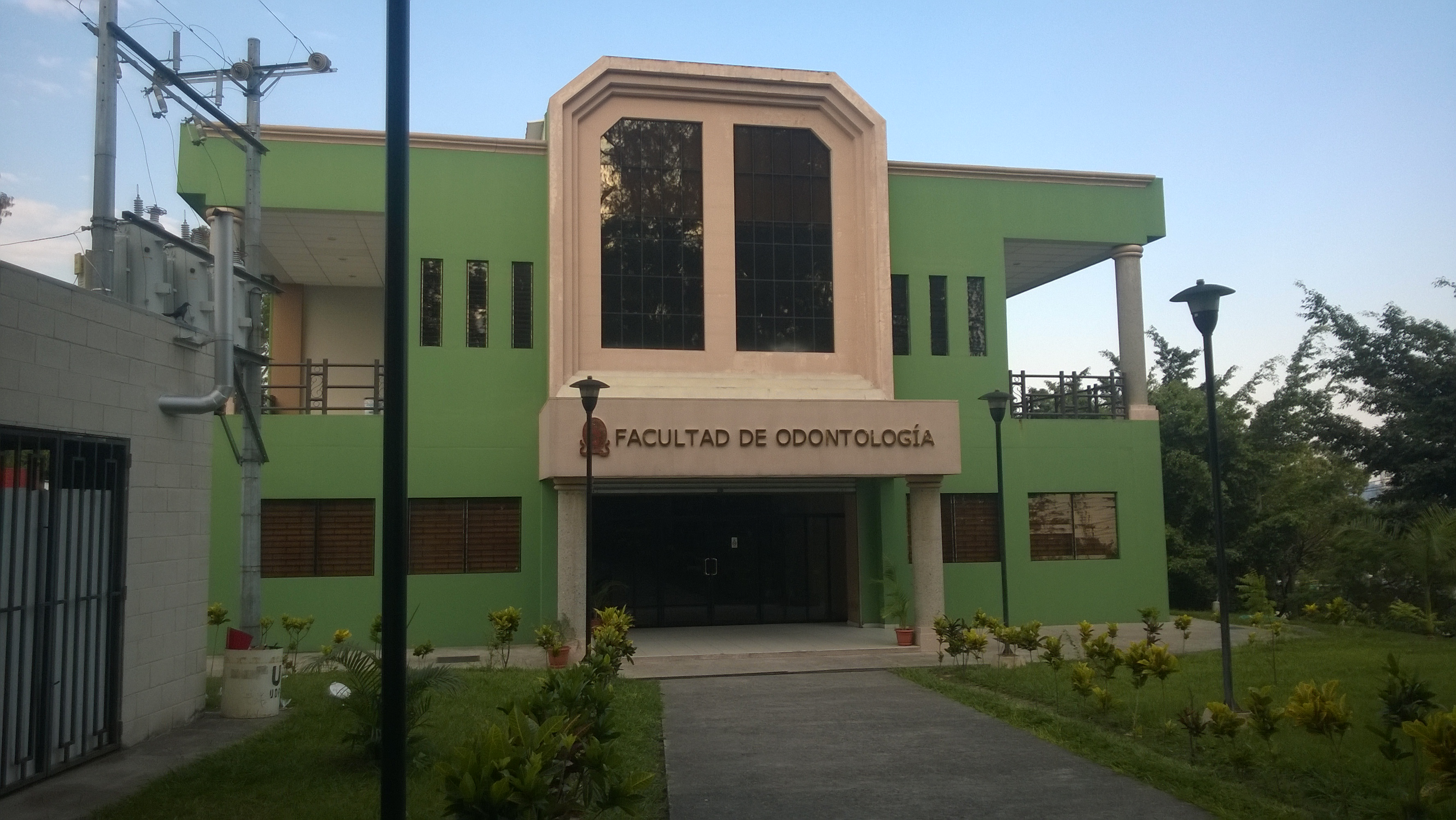
Auditorio de la Facultad.

La Facultad de Odontología de la Universidad de El Salvador es la principal institución educativa de formación de profesionales en salud bucal de El Salvador.

## Misión
Institución que forma profesionales de la Odontología con práctica humana y preventiva, enfatizando en la integración de la docencia, la investigación científica y la proyección social como instrumento de transformación en beneficio de la sociedad salvadoreña.

## Visión
Formadora de profesionales altamente competitivos, con valores humanos.
Líder e incidente respecto a las diferentes estructuras sociales que actúan en el ámbito de la salud bucal, generando nuevos conocimientos y propiciando su transformación.
Contributiva a los procesos de actualización y educación continua de los Odontólogos de nuestro país, mediante una política global que incluya la creación de la escuela de postgrado.

## Historia
Algunos registros atribuyen el honor de fundar la Facultad de Odontología de la Universidad de El Salvador, al Dr. Rafael Zaldívar; otros historiadores atribuyen este precedente al expresidente General Francisco Menéndez (1885-1890), por haber concretado la emisión del correspondiente decreto ejecutivo de fundación.
Debido a las vicisitudes políticas, sociales y militares de la época, el mencionado decreto ejecutivo no se materializó, sino hasta la gestión presidencial del General Don Tomás Regalado, quién a instancias del Rector de la Universidad en esa época, Dr. Don Ricardo Moreira, le dio cumplimiento un 16 de diciembre de 1899.
Los estudios de Odontología en la Universidad de El Salvador se inician en 1899, con la fundación del Gabinete Dental, dependiente de la Facultad de Medicina; constituyéndose por decreto ejecutivo como la primera institución reconocida para la formación del recurso humano destinada a brindar atención odontológica, siendo la duración de los estudios de tres años. 
El 13 de junio de 1903, se establecen las Escuelas Profesionales de Dentistería y Farmacia, como un solo cuerpo adscritas a la Facultad de Medicina. El 27 de diciembre de 1920, por Decreto Ejecutivo, se eleva a la categoría de Facultad de Odontología.
En 1940 se cambia plan y se eleva a 5 años la duración de la carrera; en 1955 se adopta el denominado “Plan de Estudios Centro Americano” y se pone en práctica el sistema de ciclos, de cuatro meses; en los 60, surgen los planes 1961, 1962, 1962 Modificado y 1965 que incorporó las áreas comunes e incrementó a 6 años el período de estudios; en los 70 surgen los planes 1973, 1974 que redujo a 5 años, 1975 Modificado y 1977 Modificado.
Con asesoría de la Organización Panamericana de la Salud, surge el llamado Plan Curricular Innovado de 1987, estructurado en cursos y unidades de integración, con visión preventiva y humana, basado en la concepción integral biopsicosocial; el modelo integra curricularmente la investigación científica, la docencia y la proyección social; con el objetivo de fortalecerlo es modificado en los años 1988, 1994, 1995 y 1997.
Como historia reciente, en el año 2003 es aprobado mediante acuerdo del Consejo Superior Universitario el Plan 2003 con 268 unidades valorativas (U.V) y una duración de 5 años y medio; en 2008 y en cumplimiento de lo establecido por la ley de educación superior en lo relativo a estudios de Doctorado se aprueba el plan 2005 con una duración de 7 años y 321 U.V.; en 2009 se hace una actualización y se aprueba como plan 2005 Modificado. En el presente y producto de un proceso sistematizado de actualización realizado por la Comisión de Currículum, se encuentra en vías de aprobación un nuevo plan de estudios.

## Oferta académica
Carrera de pregrado:
- Doctorado en Cirugía Dental

Carreras de posgrado:
- Maestría en Odontopediatría
- Maestría en Endodoncia
- Especialidad en Cirugía Oral y Maxilofacial